# 巴加特·巴哈杜爾·巴杜瓦
巴加特·巴哈杜爾·巴杜瓦爾是尼泊爾政治家，屬於尼泊爾共產黨（毛主義）。2008年制憲會議選舉中，他以21,219票從凱拉利-2選區當選。